# Sanaga
Sanaga je řeka v Kamerunu. Od pramene své zdrojnice Djerem je 918 km dlouhá. Povodí má rozlohu 135 000 km².

## Průběh toku
Vzniká soutokem řek Djerem a Lom, které pramení ve vysočině Adamava. Ústí několika rameny do zálivu Bonny v Guinejském zálivu Atlantského oceánu. Na středním toku vytváří sérii peřejí a vodopádů. Největším přítokem je Mbam zprava.

## Vodní režim
Zdroj vody je dešťový. Průtok vody na dolním toku kolísá od 300 až 350 m³/s do 5000 až 7000 m³/s.

## Využití
Vodní doprava je možná pod městem Edea, poblíž něhož se nachází vodní elektrárna. Její energie zásobuje místní hliníkový závod.